# 黄雨 (作家)
黄雨（1916年—1991年），原名黄遗，笔名丁东父、黄石公等，男，广东澄海人，中国作家，曾任中国民间文学研究会广东分会副主席。